# José Javier Uranga
José Javier Uranga Santesteban (Pamplona, 16 de noviembre de 1925-Ib., 25 de junio de 2016) fue un periodista español, director del Diario de Navarra durante veintiocho años. Firmaba habitualmente sus columnas con el pseudónimo de Ollarra (gallo).

## Biografía
Licenciado en Filosofía y Letras por la Universidad de Zaragoza, se doctoró en Historia y cursó Periodismo en la Escuela Oficial de Periodismo de Madrid. Colaborador del Diario de Navarra desde los años 1940, no fue hasta su incorporación definitiva al diario en 1953 que inició los estudios en la Escuela Oficial para poder obtener el entonces obligatorio carné de periodista. Alcanzó la dirección del diario en 1962, sustituyendo a Raimundo García, y ocupó el puesto de manera ininterrumpida hasta 1990, año en que se jubiló, pasando a ocupar la dirección y presidencia del grupo editorial del periódico y, de 2001 a 2011, también ocupó la presidencia de la Fundación Diario de Navarra. Mantuvo varias columnas activas a lo largo de sus cincuenta años de carrera profesional, que firmaba siempre con el pseudónimo de Ollarra (término del euskera que significa 'gallo').
En agosto de 1980 fue víctima de un atentado de la organización terrorista Euskadi Ta Askatasuna (ETA), en el que recibió, al menos, veinticinco balazos que le provocaron heridas muy graves de las que no se recuperó hasta once meses después. La etarra Josefa Ernaga fue condenada por ese ataque. Fue galardonado con varios premios a lo largo de su vida, como la Pluma de Oro de la Libertad de Prensa otorgada por la WAN-Ifra (la Asociación Mundial de Periódicos y Editores de Noticias), el premio Rafael Calvo Serer (más tarde llamado Premio de Periodismo Diario Madrid) o el premio Luka Brajnovic.
Falleció el 25 de junio de 2016 a los 90 años de edad.